# Piranha Pedro
Piranha Pedro ist ein Brettspiel für 2 bis 6 Spieler ab 8 Jahren von Jens-Peter Schliemann, erschienen 2004 bei Goldsieber, später auch bei Asmodée Editions auf Englisch und Französisch. Die Spieldauer beträgt etwa 30 Minuten.

## Inhalt
- 1 Spielplan
- 1 Spielfigur Pedro
- 7 Piranhas
- 72 Laufkarten, je 12 in 6 Farben
- 4 Landschaftskarten
- 1 Startspieler-Karte
- 100 Steine
- 1 Spielanleitung

## Spielprinzip
Zu Beginn wird die Spielfigur „Pedro“ auf die Insel auf dem Spielplan gestellt. Die 4 Landschaftskarten werden an die 4 Seiten des Spielplans gelegt und zeigen an, in welche Richtung Pedro versetzt werden kann. Jeder Spieler erhält seine 12 Bewegungskarten und 4 Steine. Mit den Bewegungskarten kann Pedro ein bis drei Felder weit gezogen werden. Gelangt er dabei auf ein Wasserfeld, muss dort ein Stein aus seinem Vorrat platziert werden. Vor Beginn jedes Zuges wählen die Spieler geheim eine ihrer Bewegungskarten, anschließend deckt beginnend beim Startspieler jeder seine Karte auf und bewegt Pedro. Muss ein Spieler dabei Pedro über den Spielfeldrand oder auf ein Feld mit einem Piranha ziehen bzw. kann er auf ein Wasserfeld, auf das er Pedro ziehen muss, keinen Stein legen, muss er einen der sechs Piranhas vom Feld nehmen. Anschließend erhalten die Spieler neue Steine: 1 Stein für Bewegungskarten, mit denen Pedro ein Feld gezogen wird, und für je 2 Karten, mit denen er 2 Felder gezogen wird. Für Karten, mit denen er drei Felder weit gezogen werden muss, gibt es keine Steine. Anschließend erhalten die Spieler ihre Bewegungskarten zurück, zum Startspieler wird der nächste Spieler. Ein Spiel endet, wenn ein Spieler seinen zweiten Piranha genommen hat, er ist der Verlierer des Spiels, alle anderen die Gewinner.

## Besonderes
Die Spielanleitung ist in Form eines Comic gestaltet worden und erhielt dafür 2005 die Essener Feder.

## Auszeichnungen
- 2005: Essener Feder
- 2005: Aufnahme in die Empfehlungsliste zum Spiel des Jahres
- 2005: Spiel der Spiele, Kategorie Spiele für Familien

## Onlineumsetzungen
Piranha Pedro kann auch in der Brettspielwelt gespielt werden.

## Quelle
Dieser Artikel wurde vom Ersteller zuerst in der Ludopedia veröffentlicht.